# Каражанське нафтове родовище
Каражанське нафтове родовище (Каражан) — розташоване в Мангистауській області Казахстану, на півострові Бузачи. Налічує сім нафтових та один газонафтовий поклади. Відкрито 1974 року. Глибина залягання 216…420 м. Метод експлуатації — законтурне заводнення із застосуванням поліакриламіду. Початкові запаси нафти оцінюються в 70 млн тонн.